# Đại học Purdue
Viện Đại học Purdue hay Đại học Purdue (tiếng Anh: Purdue University) là một viện đại học công lập tại thành phố West Lafayette, bang Indiana, Hoa Kỳ. Purdue được thành lập  năm 1869 khi quốc hội bang Indiana nhận được tài trợ tiền và đất từ một doanh nhân ở thành phố Lafayette tên là John Purdue. Ngày nay, Purdue là viện đại học lớn nhất ở bang Indiana dựa theo số lượng sinh viên theo học, và là trường đi đầu trong Hệ thống Đại học Purdue.
Về học thuật, Purdue là một trong những trường đại học hàng đầu thế giới. Các trường kỹ thuật, nông nghiệp, và quản lý tại Purdue rất đáng được chú ý, theo tạp chí US News and World Report, xếp hạng 6, 2 và 18 tại Mỹ (tương ứng theo thứ tự).

## Đào tạo
Trong lịch sử, điểm mạnh của đại học Purdue là các chương trình đào tạo trong ngành nông nghiệp và kỹ thuật, nhưng những năm gần đây Purdue đã phát triển thêm các mặt mạnh khác thông qua các trường thành viên. Purdue bao gồm 8 trường đại học và 14 trường chuyên nghiệp thành viên.

### Đại học Giáo dục
Bao gồm các khoa: Giáo trình và Giảng dạy • Nghiên cứu Giáo dục

### Đại học Kỹ thuật
Bao gồm các trường: Kỹ thuật Hàng không và Du hành Vũ trụ • Kỹ thuật Y Sinh học • Kỹ thuật Hóa học • Kỹ thuật Dân dụng • Kỹ thuật Điện - Điện tử và Máy tính • Kỹ thuật Công nghiệp • Kỹ thuật Vật liệu • Kỹ thuật Cơ khí • Kỹ thuật Hạt nhân
Bao gồm các khoa: Kỹ thuật Nông nghiệp và Sinh học • Giáo dục Kỹ thuật • Giáo dục Kỹ thuật Chuyên nghiệp
Bao gồm bộ môn: Kỹ thuật Xây dựng và Quản lý
- Xếp hạng 5 dựa trên đánh giá của các nhà sử dụng lao động tại Mỹ, theo tạp chí US News & World Report.
- Xếp hạng 6 theo tạp chí US News & World Report.
- Chương trình Kỹ thuật Nông nghiệp và Sinh học xếp hạng 2 tại Mỹ theo tạp chí US News & World Report.
- Trường Hàng không/Du hành Vũ trụ xếp hạng 4 theo tạp chí US News & World Report.
- Trường Kỹ thuật Công nghiệp xếp hạng 4  theo tạp chí US News & World Report.
- Trường Kỹ thuật Hạt nhân xếp hạng 5 theo tạp chí US News & World Report.
- Trường Kỹ thuật Dân dụng xếp hạng 8 theo tạp chí US News & World Report.
- Trường Kỹ thuật Cơ khí xếp hạng 8 theo tạp chí US News & World Report.
- Chương trình Kỹ thuật Máy tính xếp hạng 10 theo tạp chí US News & World Report.
- Chương trình Công nghiệp/Sản xuất cũng được đánh giá ở hạng 2.
- Được coi là "Cái nôi của các nhà du hành vũ trụ", cho đến nay Purdue có tất cả 23 nhà du hành vũ trụ, bao gồm nhà du hành vũ trụ đầu tiên và cuối cùng đặt chân lên Mặt Trăng.  Học viện Công nghệ Massachusetts là trường đào tạo phi quân sự duy nhất có số lượng cựu sinh viên trở thành nhà du hành vũ trụ nhiều hơn Purdue.

### Trường Quản lý Krannert
Bên cạnh các chương trình Thạc sĩ Quản trị Kinh doanh và Tiến sĩ, trường Quản lý Krannert đào tạo và cấp văn bằng đại học trong các ngành Kế toán, Kinh tế, Quản lý Công nghiệp, và Quản trị.
- Chương trình đại học
  - Xếp hạng 18 tại Mỹ (theo tạp chí US News & World Report)
    - Hạng 3 trong ngành Quản trị Sản xuất/Hoạt động.
    - Hạng 4 trong ngành Phương pháp/Phân tích Số lượng.
    - Hạng 7 trong ngành Quản lý Dây chuyền Cung cấp/Hậu cần.
    - Hạng 14 trong ngành Hệ thống Thông tin Quản lý.
    - Hạng 18 trong ngành Tài chính.
- Chương trình thạc sĩ
  - Xếp hạng 21 tại Mỹ (theo tạp chí US News & World Report và Business Week)
    - Trường tiến bộ nhất, theo Business Week
    - Hạng một trong vùng Mid-West, theo Wall Street Journal
    - Hạng 2 trong ngành Quản trị Sản xuất/Hoạt động, theo US News & World Report
    - Hạng 3 trong ngành Công nghiệp Năng lượng và Sản phẩm Công nghiệp, theo Wall Street Journal
    - Hạng 7 trong ngành Dây chuyền Cung cấp/Hậu cần, theo US News & World Report
    - Hạng 7 Trường Công lập tốt nhất, theo US News & World Report
    - Hạng 8 trong ngành Công nghệ Thông tin, theo Wall Street Journal
    - Hạng 21 trong ngành Tài chính, theo US News & World Report
- Chương trình Thạc sĩ Điều hành
  - Hạng 16 tại Mỹ (theo US News & World Report)
    - hạng 16 chương trình văn bằng tốt nhất, theo Financial Times
    - hạng 18 chương trình văn bằng tốt nhất toàn cầu, theo Business Week
- Chương trình tiến sĩ
  - Hạng 5 trường có nhiều sinh viên nhận bằng tiến sĩ trong vòng 3 năm qua, theo Financial Times

## Báo chí và Truyền thông
Giảng viên và sinh viên tại Purdue cập nhật tin tức thông qua nhiều nguồn khác nhau, đặc biệt là báo in. Sự tham gia của sinh viên và nhà trường thông qua các chương trình độc giả đã thúc đẩy sự tồn tại của các nguồn tin tức này.

### Báo chí
- Nhật báo The Exponent. Nhật báo được phát hành độc lập bởi sinh viên.
- Nhật báo tin tức nội vùng Journal & Courier của thành phố Lafayette.
- Nhật báo Indianapolis Star.
- Nhật báo USA Today.

### Các nguồn khác
- Đài truyền thanh WBAA, phát trên băng tần AM920 và FM101.3, là thành viên của Đài phát thanh Công cộng Quốc gia Hoa Kỳ. Phòng thu âm và phát thanh nằm trong khuôn viên nhà trường.
- Kênh truyền hình WLFI-TV, phát trên kênh 18, là thành viên của Đài truyền hình CBS.
- Đài truyền thanh WASK, phát trên băng tần FM98.7, điều hành bởi hội người cao tuổi, loan các tin tức trong vùng.
- Đài truyền thanh WGLM, phát trên băng tần FM106.7.

## Lãnh đạo

### Các đời Hiệu trưởng
- Richard Owen, 1872-1874
- Abraham C. Shortridge, 1874-1875
- John S. Hougham, quyền Hiệu trưởng, 1876
- Emerson E. White, 1876-1883
- James Henry Smart, 1883-1900
- Winthrop E. Stone, 1900-1921
- Henry W. Marshall, quyền Hiệu trưởng, 1921-1922
- Edward C. Elliott, 1922-1945
- Andrey A. Potter, quyền Hiệu trưởng, 1945-1946
- Frederick L. Hovde, 1946-1971
- Arthur G. Hansen, 1971-1982
- John W. Hicks, quyền Hiệu trưởng, 1982-1983
- Steven C. Beering, 1983-2000
- Martin C. Jischke, 2000-2007
- France A. Córdova, 2007-2012
- Mitchell E. Daniels, 2013-hiện tại